# 大西公園
大西公園（おおにしこうえん）は長野県下伊那郡大鹿村にある県立公園。

## 概要
1961年（昭和36年）に発生した「三六災害」で崩落した大西山の崩落跡地に、犠牲者の慰霊と村の復興を願って築かれた。赤石岳を望む約5万平方メートルの敷地には1967年（昭和42年）頃から村人によって植えられた130種類・3,000本におよぶ桜があり、春には「さくら祭」が、夏には「大鹿夏祭り」が催される。
また、三六災害30周年を記念して1991年（平成3年）に建立された大西観世音菩薩像が、大西山を背に公園を見下ろす様に立つ。

## ギャラリー

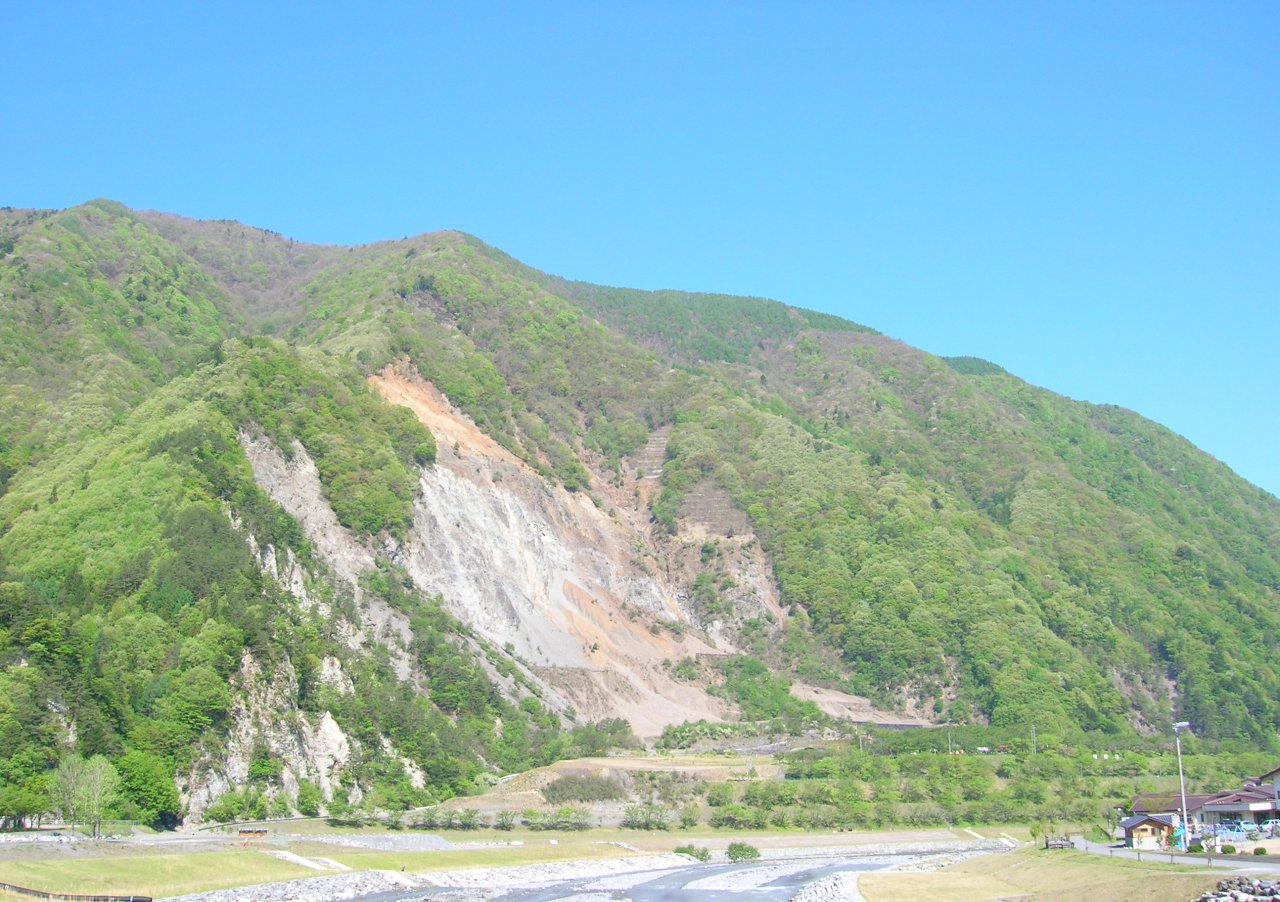
大西山の崩落跡。直下が大西公園
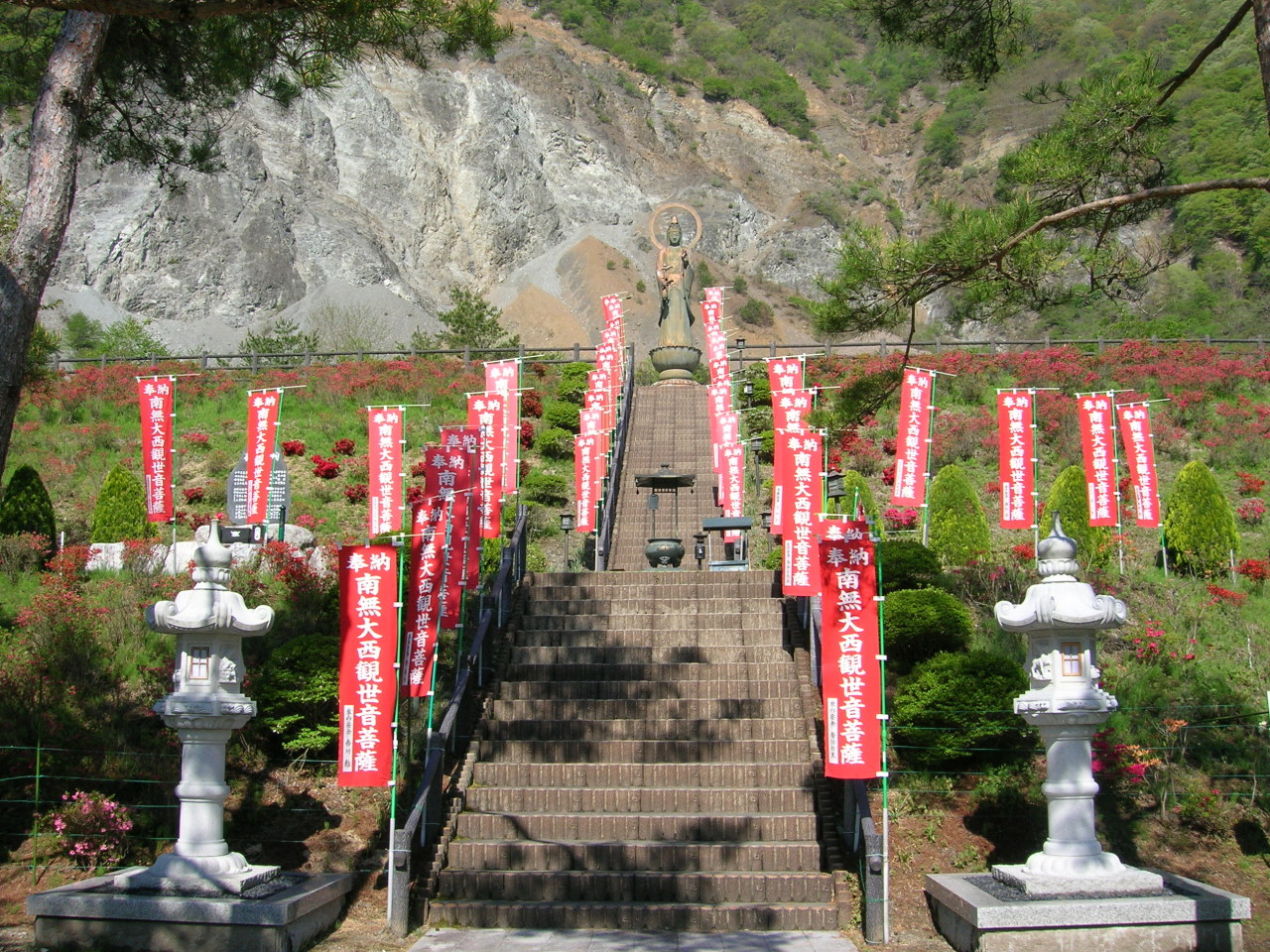
観音像への階段
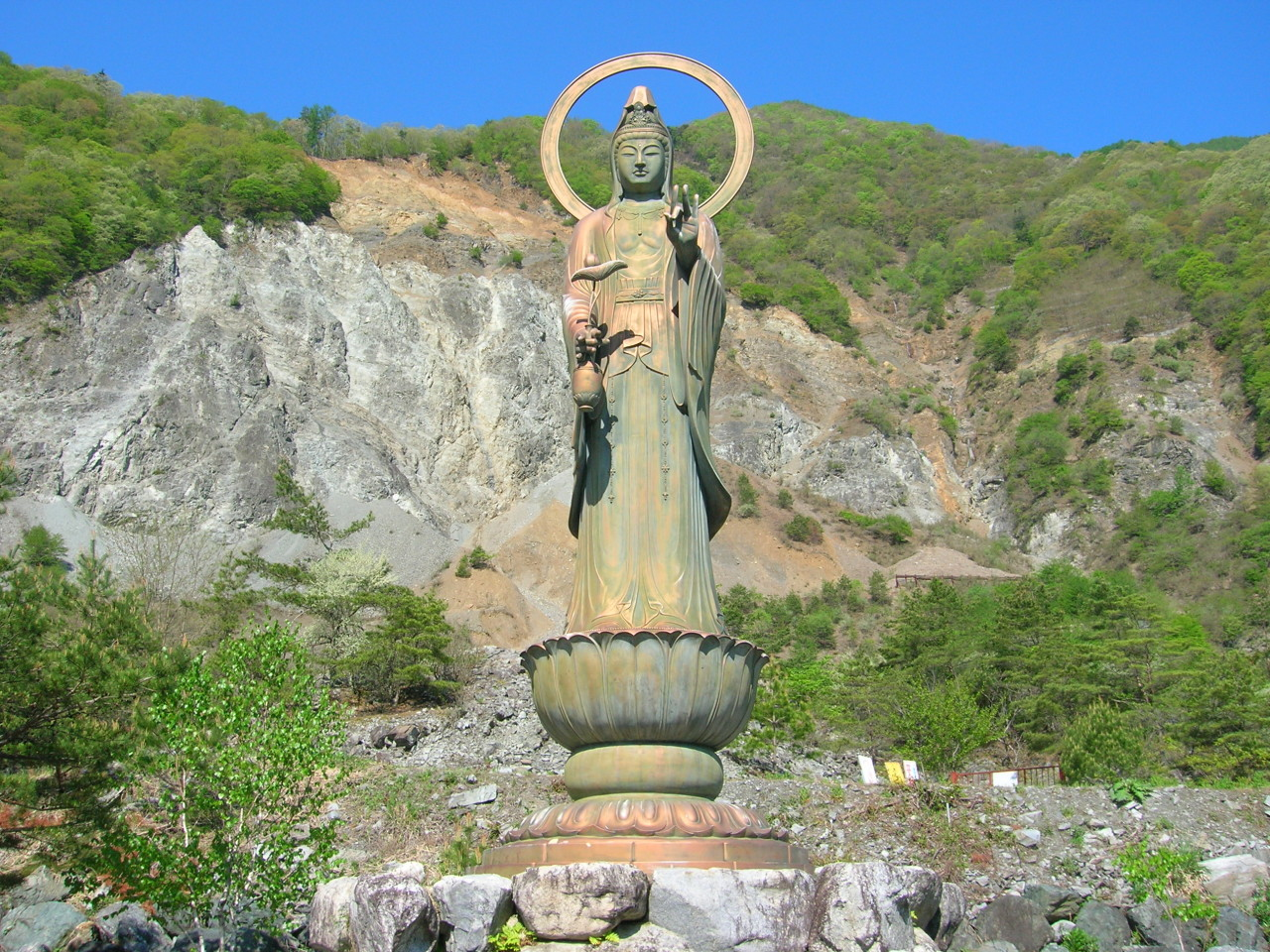
観音像
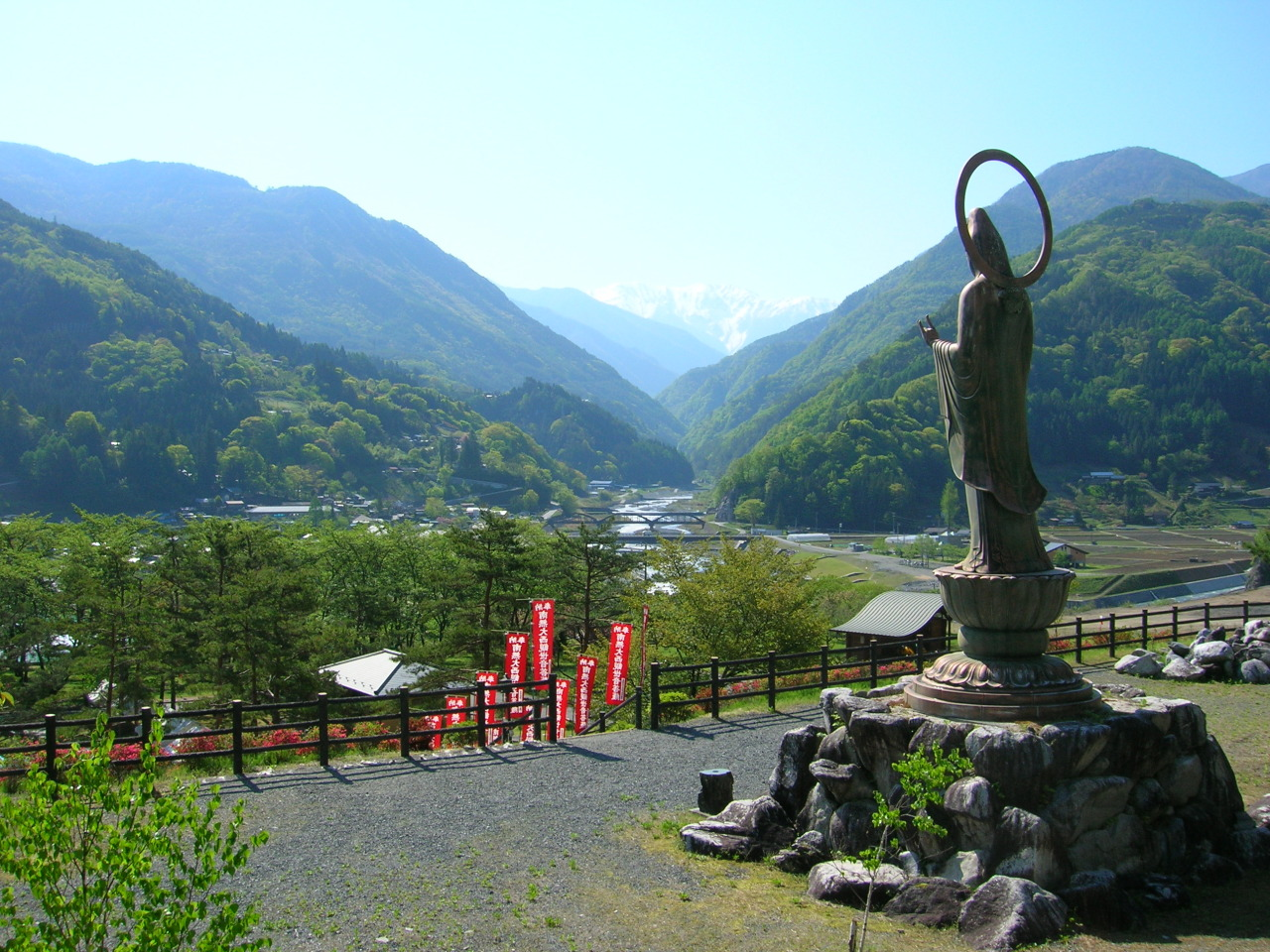
像の背後から赤石岳方面を望む

## アクセス
- 中央自動車道松川インターチェンジ - 松川インター大鹿線で約40分。